# Arroyo India Muerta
El arroyo India Muerta es un arroyo uruguayo que atraviesa el departamento de Rocha. Nace en la sierra de Rocha y corre de sur a norte hasta las proximidades de Lascano y luego al este hasta morir en el río San Luis. 

## Origen del nombre
Pese a existir poca documentación sobre el arroyo de India Muerta, el profesor Aníbal Barrios Pintos, al transcribir un texto de Isidoro de María, ha señalado que en el siglo XVIII en esa zona se hizo por parte de los españoles una persecución a una tribu de indios minuanes, en cuya oportunidad fue muerta una mestiza. Por ese motivo el arroyo de la zona y finalmente la represa habrían recogido el nombre de India Muerta.

## Represa de India Muerta
El arroyo India Muerta se encuentra represado. En 1983 se inauguró la represa de India Muerta, una presa localizada a 5 kilómetros de la Ruta 15 (km 99), entre las localidades de Velázquez y Lascano. La finalidad de la represa es regular las crecidas provenientes de una cuenca de 65.700 hás. y crear reservas de agua para riego en la zona de influencia.

## Batallas de India Muerta
En las inmediaciones del arroyo India Muerta se desarrollaron dos enfrentamientos bélicos. La primera batalla de India Muerta se llevó a cabo el 18 de noviembre de 1816. Significó la derrota de Fructuoso Rivera ante las tropas portuguesas al mando del mariscal Pinto de Araujo en el marco de la Invasión Portuguesa de 1816.
La segunda batalla de India Muerta fue librada el 27 de marzo de 1845 en el marco de la llamada Guerra Grande y tuvo como resultado el triunfo de los partidarios del presidente "blanco" Manuel Oribe y la derrota definitiva del caudillo "colorado" Fructuoso Rivera.